# أبو قتيبة المكي
هو جميل جمال أحمد عبد الرحمن والمعروف بـ (أبو قتيبة المكي) من المملكة العربية السعودية. ولد سنة1960 م. قاتل في البوسنة قبل قدومه لشيشان.

## الشيشان
يعتقد أن جمال أبو قتيبة منظم وقائد المجموعة المجاهدة العاملة في جمهورية الشيشان وأنجوشيا وداغستان وقبردينا بلقاريا.
وذكرت الملفات الروسية أن أبا قتيبة هو المنظم المباشر لهجوم المجاهدين على عدد من المباني الحكومية في جمهورية أنجوشيا في ليلة 22 من يونيو الماضي.
وذكر ايليا شابالكين أن أبا قتيبة المجاهد فقد إحدى قدميه في يوغسلافيا، وحمل أسماء كثيرة، منها: جمال ويونس وأبو محمد وغيرها.
ومن المعروف أنه كان على صلة قوية بقائد المجاهدين العرب خطاب والذي قتل في وقت سابق، إلى ذلك أكد المسؤول العسكري الروسي أن أبا قتيبة وصل مع خطاب إلى أراضي جمهورية الشيشان في عام 1995م، وترأس بنفسه المجموعات المجاهدة التي عملت في منطقتي «فيدينو» و«نوجاى يورت» في الجمهورية.
كما كان عضواً في مجلس شورى المجاهدين ومسؤولاً عن التغطية الإعلامية لنشاط المجاهدين، وامتلك الحق في نشر الأنباء المنقولة عن المجاهدين العرب في الشيشان على شبكة الإنترنت.
وأضاف بأنه عمل في جمهورية الشيشان مدرباً في مجال الألغام والمتفجرات وترأس معسكر «القوقاز» لإعداد المجاهدين في بلدة «سيرجين يورت» وشارك في الهجوم على جمهورية داغستان في عام 1999م.
كما شارك أبو قتيبة في عدد من المواجهات ضد أفراد الجيش الروسي في جمهوريتي الشيشان وأنجوشيا.

من اليمين : أبو عمر الكويتي شاميل باسايف ومن اليسار أبو قتيبة

## وفاته
في 1 يوليو / تموز 2004 تم محاصرة هوو 5 مسلحين آخرين في منزل في مالجوبيك وبعد ساعات من القتال فجر أبو قتيبة «حزام ناسف».

## المصدر
1. ↑  تقرير قناة روسيا اليوم (فيديو) على يوتيوب
2. 1 2 3  موقع المسلم نسخة محفوظة 04 مارس 2016 على موقع واي باك مشين.
3. ↑  "«Спецслужбы расшифровали личный архив нового «человека «Аль-Каиды» в Чечне»". مؤرشف من الأصل في 2021-05-20.